# Кубок африканських чемпіонів 1964—1965
Кубок африканських чемпіонів 1964—1965 — перший розіграш турніру, що проходив під егідою КАФ. Матчі між 14 командами проходили з 5 квітня 1964 року по 7 лютого 1965 року. Перший титул отримав Орикс із Дуали, Камерун.

## Формат
У турнірі брали участь 14 клубів, поділені за регіонами на чотири групи. Команди грають по два матчі. Якщо матч за сумою двох матчів рахунок був рівний, то проводився додатковий матч. Переможці кожної групи переходили до півфіналу. Фінальна частина турніру проходила в Гані.

## Попередній раунд

### Північно-східна зона
| Команда 1      | Рахунок   | Команда 2  |
| -------------- | --------- | ---------- |
| Коттон Фекторі | Невідомий | Аль-Хіляль |
| Коттон Фекторі | Невідомий | Терсана    |

### Західна зона
Перший раунд
| Команда 1    | Заг.      | Команда 2        | 1-й матч | 2-й матч |
| ------------ | --------- | ---------------- | -------- | -------- |
| Стад Мальєн  | 5-1       | Еспуа            | 4-0      | 1-1      |
| Сілі         | 6-4       | Інвінсібл Елевен | 4-1      | 2-3      |
| АСЕК Мімозас | Невідомий | Етуаль Філант    | —        | —        |
| Порто-Ново   | Невідомий | Невідомий        | —        | —        |

Другий раунд
| Команда 1  | Заг.         | Команда 2    | 1-й матч | 2-й матч |
| ---------- | ------------ | ------------ | -------- | -------- |
| Сілі       | 4-4 д.м. 2-3 | Стад Мальєн  | 4-2      | 0-2      |
| Порто-Ново | 3-5          | АСЕК Мімозас | 2-1      | 1-4      |

Примітки
1. ↑  Додатковий матч був зіграний 24 липня 1964 року в Бамако
2. ↑  Матч повинен був відбутися 28 липня, але матч перенесли, тому що Порто-Ново відмовився грати матч під прожекторним освітленням

Третій раунд
КАФ відхилив протест АСЕК Мімозас проти Стад Мальєн у філдінгу гравців з інших клубів, так як правила даного турніру дозволяли включати до матчу колишніх гравців, що допомогли завоювати національний титул у сезоні 1962—1963.
| Команда 1   | Заг. | Команда 2    | 1-й матч | 2-й матч |
| ----------- | ---- | ------------ | -------- | -------- |
| Стад Мальєн | 9-7  | АСЕК Мімозас | 3-3      | 6-4      |

### Центрально-західна та північно-західна зона
Матчі та назви команд даної зони не збереглися. До фінальної частини кваліфікувався камерунський Орикс.

## Фінальний етап
«Реал Ріпаблікенс» був допущений до фінальної частини без відбіркових матчів як представник країни-господаря турніру — Гани.

### Півфінал
| 31 січня 1965 |

| Реал Ріпаблікенс     | 1–2      | Орикс    |
| -------------------- | -------- | -------- |
| Ебелле 63' Епеті 75' | Протокол | Тавія 2' |

| Спортивний стадіон «Аккра», Аккра Глядачів: 50 000 |

| 31 січня 1965 |

| Коттон Фекторі | 1–3      | Стад Мальєн              |
| -------------- | -------- | ------------------------ |
| ? 68' (аг)     | Протокол | Кейта 5', 54' Сінате 50' |

| Спортивний стадіон «Кумасі», Кумасі Глядачів: 25 000 |

### Матч за 3-тє місце
| 5 лютого 1965 |

| Коттон Фекторі | 1–3      | Реал Ріпаблікенс                           |
| -------------- | -------- | ------------------------------------------ |
| Адбелле 50'    | Протокол | Паре 57' Гбадамосі 65' Одаметей 79' (пен.) |

| Спортивний стадіон «Аккра», Аккра |

### Фінал
| 7 лютого 1965 |

| Орикс              | 2–1      | Стад Мальєн |
| ------------------ | -------- | ----------- |
| Кум 41' Ебелле 65' | Протокол | Сінате 85'  |

| Спортивний стадіон «Аккра», Аккра Глядачів: 30 000 Арбітр: Ентоні Артур (Ліберія) |